# Maximilian Levy
Pour les articles homonymes, voir Levy.

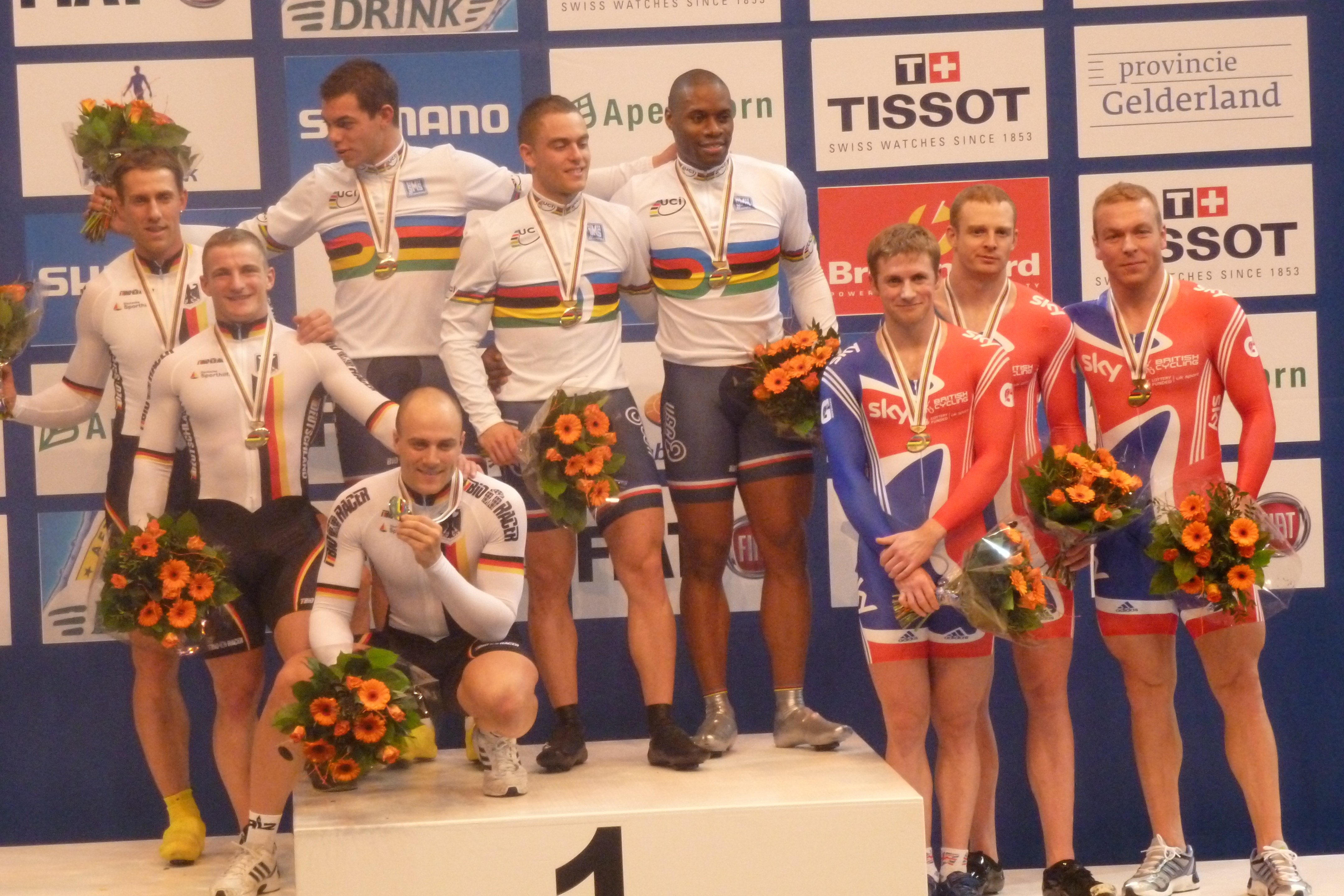
Podium de la vitesse par équipes lors des championnats du monde 2011 (de gauche à droite : Stefan Nimke, René Enders, Kévin Sireau, Maximilian Levy (accroupi), Michaël D'Almeida, Grégory Baugé, Jason Kenny, Matthew Crampton, Chris Hoy).

Maximilian Levy (né le 26 juin 1987 à Berlin) est un coureur cycliste sur piste allemand, membre de l'équipe Erdgas.2012 à partir de 2011. Il a notamment été champion du monde de keirin en 2009 et de vitesse par équipes en 2010, 2011 et 2013. Il compte également à son palmarès six titres de champion d'Europe et a remporté trois médailles aux Jeux olympiques.

## Biographie
Champion du monde junior du kilomètre et de la vitesse par équipes (2004 et 2005) et individuelle (2005), Maximilian Levy obtient son premier succès chez les seniors en décembre 2005 en remportant le keirin lors de la manche de Coupe du monde de cyclisme sur piste 2005-2006 à Manchester. En 2007, il décroche une médaille de bronze en vitesse par équipes aux championnats du monde à Palma de Majorque, avec Robert Förstemann et Stefan Nimke. Aux Jeux olympiques de 2008 à Pékin, il obtient le même résultat avec Nimke et René Enders. Il échoue à la quatrième place en vitesse individuelle, battu par Mickaël Bourgain.
En 2009, il remporte son premier titre, le championnat du monde de keirin. L'année suivante, il rejoint la section piste de l'équipe Cofidis. Il s'adjuge son deuxième titre mondial en devenant champion du monde de vitesse par équipes face à la France. Il réédite cette performance aux championnats d'Europe de vitesse par équipes avec Robert Förstemann et Stefan Nimke, toujours face aux Français. Lors de ces mêmes championnats d'Europe, il chute lors de la finale du keirin et est privé de compétition pendant quatre mois en raison d'une fracture de la clavicule.
L'équipe piste de Cofidis s'arrêtant à l'issue de la saison 2010, il rejoint l'équipe Erdgas.2012 créée en 2010.
Au printemps 2011, il obtient avec René Enders et Stefan Nimke la médaille d'argent en vitesse par équipes aux championnats du monde d'Apeldoorn. Initialement médaillée d'or, l'équipe de France est disqualifiée en janvier 2012, Grégory Baugé ayant manqué trois tests antidopage. Le trio allemand récupère donc la médaille d'or.
Lors des mondiaux 2012 à Melbourne, Levy remporte la médaille d'argent en keirin. En vitesse par équipes, l'équipe allemande est déclassée en raison d'un mauvais passage de relais. La même année, il remporte la médaille d'argent en keirin aux Jeux olympiques et, associé à Robert Förstemann et René Enders, la médaille de bronze en vitesse par équipe. Aux championnats du monde à Minsk de l'année suivante, il devient champion du monde de vitesse par équipes, avec Enders et Stefan Bötticher.
En 2016, Maximilian Levy participe aux Jeux olympiques de Rio de Janeiro pour la troisième fois. Il est au départ de la course sur route, pour pouvoir s'aligner sur les épreuves sur piste. En effet, chaque équipe ne peut aligner que trois pistards pour les trois épreuves de sprint. En inscrivant Levy sur la course sur route, l'Allemagne s'offre la possibilité de présenter un quatrième coureur sur les épreuves du sprint masculin. Il abandonne volontairement la course après 33 kilomètres. En vitesse par équipes, il se classe cinquième de la vitesse par équipes (avec Joachim Eilers et René Enders), neuvième de la vitesse individuelle et 21e du keirin.
En janvier 2017, Levy se casse une nouvelle fois la clavicule, pendant l'entraînement à l'Oderlandhalle de Francfort. Après des complications, il doit subir une double opération et ne peut participer aux Championnats du monde à Hong Kong. En juin 2017, il devient triple champion d'Allemagne en vitesse, keirin et vitesse par équipes. En octobre de la même année, il remporte aux championnats d'Europe à Berlin, le titre en keirin et la médaille d'argent de la vitesse par équipes avec Förstemann et Joachim Eilers. Au printemps 2018, il termine troisième du championnat du monde du keirin à Apeldoorn.
En juin 2018, il annonce qu'il souhaite faire ses débuts dans les épreuves d'endurance. Il va participer à la poursuite par équipes des championnats nationaux avec l'équipe LKT Brandenburg. Il déclare également faire l'impasse sur les championnats d'Europe de 2018, organisés en août, puis aux mondiaux  2019 puisque sa femme attend leur troisième enfant. 
En novembre 2020, il est le seul coureur allemand à participer aux championnats d'Europe à Plovdiv, en Bulgarie. La Fédération allemande n'a pas envoyé d'équipe nationale à ces championnats en raison de la pandémie de COVID-19. Avec une concurrence amoindrie, Levy remporte deux titres sur la vitesse et le keirin,.
En 2021, il participe aux Jeux olympiques de Tokyo, sa dernière compétition. Il se classe cinquième de la vitesse par équipes et de la vitesse individuelle, ainsi que sixième du keirin. En septembre 2021, il annonce officiellement sa retraite de coureur. À partir de 2022, il devient le nouvel entraîneur national du sprint chez les juniors allemands.

## Récompenses
Après les Jeux olympiques de 2012, Levy reçoit la Silbernes Lorbeerblatt. En 2013, il est élu Sportif de l'année du Brandebourg.

## Famille
Lors du week-end de Pâques 2014, il épouse sa partenaire de longue date, l'ancienne cycliste Madeleine Sandig. La famille habite à Cottbus.

## Palmarès

### Jeux olympiques
- Pekin 2008
  -  Médaillé de bronze de vitesse par équipes
- Londres 2012
  -  Médaillé d'argent du keirin
  -  Médaillé de bronze de la vitesse par équipes
- Rio 2016
  - 5e de la vitesse par équipes
  - 9e de la vitesse individuelle
  - 21e du keirin
- Tokyo 2020
  - 5e de la vitesse par équipes
  - 5e de la vitesse individuelle
  - 6e du keirin

### Championnats du monde
| Édition / Épreuve              | Kilomètre | Keirin | Vitesse individuelle | Vitesse par équipes                              |
| Los Angeles 2004 (juniors)     | Or        |        | Bronze               | Or (avec Benjamin Wittmann et Robert Förstemann) |
| Vienne 2005 (juniors)          | Or        |        | Or                   | Or (avec Benjamin Wittmann et René Enders)       |
| Bordeaux 2006                  |           |        | 6e                   |                                                  |
| Palma de Majorque 2007         | 7e        | 24e    | 5e                   | Bronze                                           |
| Manchester 2008                |           |        | 11e                  | 4e                                               |
| Pruszkow 2009                  |           | Or     | 10e                  |                                                  |
| Ballerup 2010                  |           | Bronze | 16e                  | Or (avec Stefan Nimke et Robert Förstemann)      |
| Apeldoorn 2011                 |           | 11e    |                      | Or (avec René Enders et Stefan Nimke)            |
| Melbourne 2012                 |           | Argent |                      |                                                  |
| Minsk 2013                     |           | Argent | 6e                   | Or (avec René Enders et Stefan Bötticher)        |
| Cali 2014                      |           | 6e     |                      | Argent (avec René Enders et Robert Förstemann)   |
| Saint-Quentin-en-Yvelines 2015 |           | 4e     |                      |                                                  |
| Londres 2016                   |           | 4e     | 21e                  |                                                  |
| Apeldoorn 2018                 |           | Bronze | 4e                   | 5e                                               |
| Berlin 2020                    |           | 27e    |                      | 6e                                               |

### Coupe du monde
- 2005-2006
  - 1er du keirin à Manchester
  - 3e de la vitesse par équipes à Manchester
- 2008-2009
  - 3e de la vitesse par équipes à Pékin
- 2009-2010
  - 2e de la vitesse par équipes à Cali
  - 3e du keirin à Manchester
  - 3e de la vitesse à Cali
- 2010-2011
  - 2e de la vitesse par équipes à Manchester
- 2011-2012
  - 1er de la vitesse par équipes à Astana (avec Joachim Eilers et Robert Förstemann)
  - 1er de la vitesse par équipes à Cali (avec René Enders et Stefan Nimke)
  - 1er de la vitesse par équipes à Londres (avec René Enders et Robert Förstemann)
  - 1er du keirin à Cali
  - 2e de la vitesse à Cali
  - 2e de la vitesse à Londres
- 2013-2014
  - 2e du keirin à Manchester
  - 2e du kilomètre à Aguascalientes
- 2015-2016
  - 2e du keirin à Cambridge
  - 3e de la vitesse à Cambridge
- 2017-2018
  - 1er de la vitesse par équipes à Manchester (avec Robert Förstemann et Joachim Eilers)
- 2018-2019
  - 3e de la vitesse par équipes à Berlin
  - 3e de la vitesse par équipes à Londres

### Championnats d'Europe
| Édition / Épreuve          | Kilomètre | Keirin | Vitesse individuelle | Vitesse par équipes                           |
| Fiorenzuola 2005 (juniors) | Or        |        | Or                   |                                               |
| Athènes 2006 (espoirs)     | Bronze    | Argent | Or                   | Or (avec René Enders et Michael Seidenbecher) |
| Cottbus 2007 (espoirs)     | Bronze    |        |                      |                                               |
| Minsk 2009 (espoirs)       | Argent    | Or     |                      |                                               |
| Pruszków 2010              |           |        |                      | Or (avec Robert Förstemann et Stefan Nimke)   |
| Apeldoorn 2011             |           |        | Argent               |                                               |
| Apeldoorn 2013             |           |        | Or                   | Or (avec Robert Förstemann et René Enders)    |
| Granges 2015               |           |        |                      | Bronze                                        |
| Berlin 2017                |           | Or     |                      | Argent                                        |
| Plovdiv 2020               |           | Or     | Or                   |                                               |

### Championnats nationaux
- Champion d'Allemagne du kilomètre juniors en 2005

- Champion d'Allemagne du keirin en 2008, 2009, 2011, 2013, 2015, 2016, 2017 et 2018
- Champion d'Allemagne de vitesse par équipes en 2011, 2012, 2017, 2018 et 2019
- Champion d'Allemagne du kilomètre en 2013
- Champion d'Allemagne de vitesse en 2015, 2016 et 2017